# Bird City (Kansas)
Bird City – miasto położone w hrabstwie Cheyenne.